# Eclipse lunar de 16 de setembro de 2016
| Eclipse Lunar Penumbral 16 de setembro de 2016 | Eclipse Lunar Penumbral 16 de setembro de 2016 |
| --- | ---------------------------------------------- |
| Máximo do eclipse visto de Oria, na Itália - 18:54 UTC |                                                |
| A Lua cruzando a parte externa do sul do cone de sombra da Terra, na região da penumbra, de oeste para leste (da direita para a esquerda), com o disco lunar perdendo gradualmente seu brilho e parte dele sendo levemente obscurecido. |                                                |
| Gamma | -1,0548                                        |
| Saros (e membro) | 147 (9 de 71)                                  |
| Sequência de eclipses lunares |                                                |
| Anterior | 18 de agosto de 2016                           |
| Próximo | 11 de fevereiro de 2017                        |
| Duração (hr:mn:sc) |                                                |
| Penumbral | 3:59:17                                        |
| Fases e Horários do Eclipse |                                                |
| P1 | 16:54:40 UTC                                   |
| Máximo | 18:54:17                                       |
| P4 | 20:53:57                                       |

O eclipse lunar de 16 de setembro de 2016 foi um eclipse penumbral, o terceiro e último de três eclipses lunares do ano. Teve magnitude penumbral de 0,9080 e umbral de -0,0635.
A Lua cruzou a região sul em volta da sombra da Terra, na faixa de penumbra, em nodo descendente, dentro da constelação de Aquário, bem próximo da fronteira com Peixes. 
Neste caso, a superfície lunar ficou em grande parte coberta pela zona de penumbra, fazendo com que o disco lunar perdesse parte de seu brilho, além de um escurecimento gradual e sutil em parte da superfície (ao norte do disco lunar), que está mais próximo da sombra terrestre. Teve ao todo duração de 239 minutos.

## Série Saros
Eclipse pertencente ao ciclo lunar Saros de série 147, sendo este de número 9, num total de 71 eclipses na série. O eclipse anterior do ciclo foi o eclipse penumbral de 6 de setembro de 1998, e o próximo será com o eclipse parcial de 28 de setembro de 2034.

## Visibilidade
Foi visível sobre o Oceano Índico, Europa, África, Ásia, Austrália e oeste do Pacífico.
| Região do planeta onde o eclipse foi visível durante o máximo da totalidade - 18:54 UTC. Oceano Índico obteve a melhor observação do evento, de onde foi visível à meia-noite. |
| Mapa de visibilidade do eclipse |

## Galeria

De Belfort, na França, montagem de imagens
Evolução do eclipse em Belfort, na França